# Rajd Arłamów 2014
Rajd Zimowy Arłamów 2014 – pierwsza edycja rajdu samochodowego rozgrywanego od 6 do 8 marca 2014 roku z bazą w Arłamowie w województwie podkarpackim, w gminie Ustrzyki Dolne. Była to pierwsza runda rajdowych samochodowych mistrzostw Polski w sezonie 2014 i Rajdowego Pucharu Polski 2014. Organizatorem rajdu jest Automobilklub Rzeszowski, a dyrektorem Damian Dobrowolski. Rajd składał z 13 odcinków specjalnych rozgrywanych na asfalcie.
Zwycięzcą 1 rundy RSMP 2014 został Grzegorz Grzyb pilotowany przez Daniela Siatkowskiego jadący Skodą Fabia S2000, wyprzedził oni druga załogę na mecie Łukasza Habaja i Piotra Wosia jadących Mitsubishi Lancer EVO IX R4 o prawie 8 sekund. Trzecie miejsce zajęli Wojciech Chuchała i Sebastian Rozwadowski kierujący Fordem Fiestą R5, przegrywając drugie miejsce zaledwie o 0,3 sekundy.
W pierwszym dniu rajdu na pierwszym odcinku specjalnym (OS) wypadli z drogi faworyci rajdu aktualni Wicemistrzowie Polski Maciej Rzeźnik i Przemysław Mazur jadący Fordem Fiesta R5. Kontynuowali oni rajd w drugim dniu zmagań, zajmując w etapie 2 szóste miejsce.

## Zwycięzcy odcinków specjalnych[1]
| Dzień   | Numer odcinka | Nazwa odcinka | Długość  | Zwycięzca odcinka                                                  | Nr Sam.          | Samochód                         | Czas             | Lider rajdu                      |
| ------- | ------------- | ------------- | -------- | ------------------------------------------------------------------ | ---------------- | -------------------------------- | ---------------- | -------------------------------- |
| Etap 1  |               |               |          |                                                                    |                  |                                  |                  |                                  |
| 7 marca | OS1           | Jodłówka 1    | 18,60 km | Łukasz Habaj Piotr Woś                                             | 5                | Mitsubishi Lancer EVO IX R4      | 12:24.7          | Łukasz Habaj Piotr Woś           |
| 7 marca | OS2           | Hucisko 1     | 12,85 km | Wojciech Chuchała Sebastian Rozwadowski                            | 3                | Ford Fiesta R5                   | 7:29.2           | Łukasz Habaj Piotr Woś           |
| 7 marca | OS3           | Jodłówka 2    | 18,60 km | Tomasz Kuchar Daniel Dymurski                                      | 4                | Peugeot 207 S2000                | 12:36.9          | Łukasz Habaj Piotr Woś           |
| 7 marca | OS4           | Hucisko 2     | 12,85 km | Grzegorz Grzyb Daniel Siatkowski                                   | 8                | Skoda Fabia S2000                | 7:45.6           | Łukasz Habaj Piotr Woś           |
| 7 marca | OS5           | Przemyśl 1    | 11,62 km | Grzegorz Grzyb Daniel Siatkowski                                   | 8                | Skoda Fabia S2000                | 7:13.0           | Grzegorz Grzyb Daniel Siatkowski |
| 7 marca | OS6           | Przemyśl 2    | 11,62 km | Wojciech Chuchała Sebastian Rozwadowski                            | 3                | Ford Fiesta R5                   | 7:18.7           | Grzegorz Grzyb Daniel Siatkowski |
| Etap 2  |               |               |          |                                                                    |                  |                                  |                  |                                  |
| 8 marca | OS7           | Leszczawka 1  | 6,25 km  | Wojciech Chuchała Sebastian Rozwadowski                            | 3                | Ford Fiesta R5                   | 3:14.8           | Łukasz Habaj Piotr Woś           |
| 8 marca | OS8           | Bircza 1      | 6,40 km  | Grzegorz Grzyb Daniel Siatkowski                                   | 8                | Skoda Fabia S2000                | 4:12.8           | Grzegorz Grzyb Daniel Siatkowski |
| 8 marca | OS9           | Leszczawka 2  | 6,25 km  | Łukasz Habaj Piotr Woś                                             | 5                | Mitsubishi Lancer EVO IX R4      | 3:18.6           | Grzegorz Grzyb Daniel Siatkowski |
| 8 marca | OS10          | Bircza 2      | 6,40 km  | Grzegorz Grzyb Daniel Siatkowski Maciej Oleksowicz Michał Kuśnierz | 8 6              | Skoda Fabia S2000 Ford Fiesta R5 | 4:19.1           | Grzegorz Grzyb Daniel Siatkowski |
| 8 marca | OS11          | Leszczawka 3  | 6,25 km  | Wojciech Chuchała Sebastian Rozwadowski                            | 3                | Ford Fiesta R5                   | 3:16.1           | Grzegorz Grzyb Daniel Siatkowski |
| 8 marca | OS12          | Pruchnik 1    | 13,40 km | Maciej Oleksowicz Michał Kuśnierz                                  | 6                | Ford Fiesta R5                   | 9:55.6           | Grzegorz Grzyb Daniel Siatkowski |
| 8 marca | OS13          | Pruchnik 2    | 13,40 km | Odcinek odwołany                                                   | Odcinek odwołany | Odcinek odwołany                 | Odcinek odwołany | Odcinek odwołany                 |
| 8 marca | OS14          | Bircza 3      | 6,40 km  | Odcinek odwołany                                                   | Odcinek odwołany | Odcinek odwołany                 | Odcinek odwołany | Odcinek odwołany                 |

1. ↑  Powodem odwołania odcinka była duża ilość błota zalegającego na trasie po przejeździe zawodników Rajdowego Pucharu Polski.
2. ↑  Powodem odwołania odcinka było opóźnienie startu do odcinka, spowodowane wypadkiem na OS Pruchnik 1. Na skutek opóźnienia część załóg rywalizujących w RSMP ruszyłaby na trasę po zapadnięciu zmroku nie posiadając odpowiedniego oświetlenia.

## Wyniki etapu 1 (dzień 1, OS1-OS6)[5]
| Miejsce                | Kierowca           | Pilot                 | Samochód                    | Czas      | Strata  | Grupa Klasa | Punkty |
| ---------------------- | ------------------ | --------------------- | --------------------------- | --------- | ------- | ----------- | ------ |
| Klasyfikacja generalna |                    |                       |                             |           |         |             |        |
| 1                      | Grzegorz Grzyb     | Daniel Siatkowski     | Skoda Fabia S2000           | 55:12.7   | -       | 2           | 15     |
| 2                      | Łukasz Habaj       | Piotr Woś             | Mitsubishi Lancer EVO IX R4 | 55:14.8   | +0:02.1 | 2           | 12     |
| 3                      | Wojciech Chuchała  | Sebastian Rozwadowski | Ford Fiesta R5              | 55:23.3   | +0:10.6 | 2           | 10     |
| 4                      | Tomasz Kuchar      | Daniel Dymurski       | Peugeot 207 S2000           | 55:48.3   | +0:35.6 | 2           | 8      |
| 5                      | Maciej Oleksowicz  | Michał Kuśnierz       | Ford Fiesta R5              | 55:55.0   | +0:42.3 | 2           | 6      |
| 6                      | Dominykas Butvilas | Kamil Heller          | Subaru Impreza STI          | 56:10.7   | +0:58.0 | 2           | 5      |
| 7                      | Tomasz Kasperczyk  | Damian Syty           | Ford Fiesta R5              | 57:21.7   | +2:09.0 | 2           | 4      |
| 8                      | Grzegorz Dul       | Łukasz Gwiazda        | Mitsubishi Lancer EVO IX    | 58:08.6   | +2:55.9 | N 3         | 3      |
| 9                      | Marcin Gagacki     | Marcin Bilski         | Mitsubishi Lancer EVO IX RS | 58:59.1   | +3:46.4 | N 3         | 2      |
| 10                     | Tomasz Czopik      | Jacek Rathe           | Skoda Fabia S2000           | 1:00:23.9 | +5:08.3 | 2           | 1      |

## Wyniki etapu 2 (dzień 2, OS7-OS12)[6]
| Miejsce                | Kierowca          | Pilot                 | Samochód                    | Czas    | Strata  | Grupa Klasa | Punkty |
| ---------------------- | ----------------- | --------------------- | --------------------------- | ------- | ------- | ----------- | ------ |
| Klasyfikacja generalna |                   |                       |                             |         |         |             |        |
| 1                      | Maciej Oleksowicz | Michał Kuśnierz       | Ford Fiesta R5              | 28:31.1 | -       | 2           | 15     |
| 2                      | Wojciech Chuchała | Sebastian Rozwadowski | Ford Fiesta R5              | 28:41.9 | +0:10.8 | 2           | 12     |
| 3                      | Tomasz Kuchar     | Daniel Dymurski       | Peugeot 207 S2000           | 28:41.9 | +0:10.8 | 2           | 10     |
| 4                      | Grzegorz Grzyb    | Daniel Siatkowski     | Skoda Fabia S2000           | 28:44.6 | +0:13.5 | 2           | 8      |
| 5                      | Łukasz Habaj      | Piotr Woś             | Mitsubishi Lancer EVO IX R4 | 28:50.1 | +0:19.0 | 2           | 6      |
| 6                      | Maciej Rzeźnik    | Przemysław Mazur      | Ford Fiesta R5              | 29:06.6 | +0:35.5 | 2           | 5      |
| 7                      | Tomasz Kasperczyk | Damian Syty           | Ford Fiesta R5              | 29:42.6 | +1:11.5 | 2           | 4      |
| 8                      | Tomasz Czopik     | Jacek Rathe           | Skoda Fabia S2000           | 30:16.7 | +1:45.6 | 2           | 3      |
| 9                      | Tomasz Gryc       | Xavier Panseri        | Mitsubishi Lancer EVO IX    | 30:18.8 | +1:47.7 | N 3         | 2      |
| 10                     | Grzegorz Dul      | Łukasz Gwiazda        | Mitsubishi Lancer EVO IX    | 30:26.1 | +1:55.0 | N 3         | 1      |

## Wyniki końcowe rajdu[7]
| Miejsce                | Kierowca           | Pilot                 | Samochód                    | Czas      | Strata  | Grupa Klasa | Punkty |
| ---------------------- | ------------------ | --------------------- | --------------------------- | --------- | ------- | ----------- | ------ |
| Klasyfikacja generalna |                    |                       |                             |           |         |             |        |
| 1                      | Grzegorz Grzyb     | Daniel Siatkowski     | Skoda Fabia S2000           | 1:23:57.3 | -       | 2           | 15     |
| 2                      | Łukasz Habaj       | Piotr Woś             | Mitsubishi Lancer EVO IX R4 | 1:24:04.9 | +0:07.6 | 2           | 12     |
| 3                      | Wojciech Chuchała  | Sebastian Rozwadowski | Ford Fiesta R5              | 1:24:05.2 | +0:07.9 | 2           | 10     |
| 4                      | Maciej Oleksowicz  | Michał Kuśnierz       | Ford Fiesta R5              | 1:24:26.1 | +0:28.8 | 2           | 8      |
| 5                      | Tomasz Kuchar      | Daniel Dymurski       | Peugeot 207 S2000           | 1:24:30.2 | +0:32.9 | 2           | 6      |
| 6                      | Tomasz Kasperczyk  | Damian Syty           | Ford Fiesta R5              | 1:27:04.3 | +3:07.0 | 2           | 5      |
| 7                      | Dominykas Butvilas | Kamil Heller          | Subaru Impreza STI          | 1:28:15.2 | +4:17.9 | 2           | 4      |
| 8                      | Grzegorz Dul       | Łukasz Gwiazda        | Mitsubishi Lancer EVO IX    | 1:28:34.7 | +4:37.4 | N 3         | 3      |
| 9                      | Marcin Gagacki     | Marcin Bilski         | Mitsubishi Lancer EVO IX RS | 1:29:33.2 | +5:35.9 | N 3         | 2      |
| 10                     | Tomasz Czopik      | Jacek Rathe           | Skoda Fabia S2000           | 1:30:40.6 | +6:43.3 | 2           | 1      |

## Klasyfikacja generalna kierowców RSMP po 1 rundzie
We wszystkich rundach prowadzona jest osobna klasyfikacja dla obu dni rajdu (etapów), w której punkty przyznawano według klucza:
| Miejsce | 1  | 2  | 3  | 4 | 5 | 6 | 7 | 8 | 9 | 10 |
| Punkty  | 15 | 12 | 10 | 8 | 6 | 5 | 4 | 3 | 2 | 1  |

Ponadto, zawodnikom, którzy ukończyli rajd bez korzystania z systemu Rally 2, przyznawano dodatkowe punkty ze względu na klasyfikację generalną całego rajdu według takiego samego klucza 15-12-10-8-6-5-4-3-2-1. W przypadku gdyby do danego rajdu zgłosiło się mniej niż 10 załóg, klucz punktacji w takim rajdzie zostałby zmieniony. Zawodnicy którzy wycofali się w drugim dniu rajdu nie otrzymywali punktów za dzień pierwszy (nie byli klasyfikowani w rajdzie). Do klasyfikacji wliczanych będzie 6 z 7 najlepszych wyników (licząc według zdobyczy punktowych w każdym rajdzie).
| Poz. | Kierowca                                | Arłamów                                 | Arłamów                                 | Arłamów                                 | Świdnicki                               | Świdnicki                                                                   | Świdnicki                                                                   | Karkonoski                                                                  | Karkonoski                                                                  | Karkonoski                                                                  | Rzeszowski                                                                  | Rzeszowski                                                                  | Rzeszowski                                                                  | Wisły                                                                       | Wisły                                                                       | Wisły                                                                       | Nadwiślański                                                                | Nadwiślański                                                                | Nadwiślański                                                                | Dolnośląski                                                                 | Dolnośląski                                                                 | Dolnośląski                                                                 | Suma punktów                                                                |
| Poz. | Kierowca                                | D1                                      | D2                                      | G                                       | D1                                      | D2                                                                          | G                                                                           | D1                                                                          | D2                                                                          | G                                                                           | D1                                                                          | D2                                                                          | G                                                                           | D1                                                                          | D2                                                                          | G                                                                           | D1                                                                          | D2                                                                          | G                                                                           | D1                                                                          | D2                                                                          | G                                                                           | Suma punktów                                                                |
| ---- | --------------------------------------- | --------------------------------------- | --------------------------------------- | --------------------------------------- | --------------------------------------- | --------------------------------------------------------------------------- | --------------------------------------------------------------------------- | --------------------------------------------------------------------------- | --------------------------------------------------------------------------- | --------------------------------------------------------------------------- | --------------------------------------------------------------------------- | --------------------------------------------------------------------------- | --------------------------------------------------------------------------- | --------------------------------------------------------------------------- | --------------------------------------------------------------------------- | --------------------------------------------------------------------------- | --------------------------------------------------------------------------- | --------------------------------------------------------------------------- | --------------------------------------------------------------------------- | --------------------------------------------------------------------------- | --------------------------------------------------------------------------- | --------------------------------------------------------------------------- | --------------------------------------------------------------------------- |
| 1    | Grzegorz Grzyb                          | 1                                       | 4                                       | 1                                       |                                         |                                                                             |                                                                             |                                                                             |                                                                             |                                                                             |                                                                             |                                                                             |                                                                             |                                                                             |                                                                             |                                                                             |                                                                             |                                                                             |                                                                             |                                                                             |                                                                             |                                                                             | 38                                                                          |
| 2    | Wojciech Chuchała                       | 3                                       | 2                                       | 3                                       |                                         |                                                                             |                                                                             |                                                                             |                                                                             |                                                                             |                                                                             |                                                                             |                                                                             |                                                                             |                                                                             |                                                                             |                                                                             |                                                                             |                                                                             |                                                                             |                                                                             |                                                                             | 32                                                                          |
| 3    | Łukasz Habaj                            | 2                                       | 5                                       | 2                                       |                                         |                                                                             |                                                                             |                                                                             |                                                                             |                                                                             |                                                                             |                                                                             |                                                                             |                                                                             |                                                                             |                                                                             |                                                                             |                                                                             |                                                                             |                                                                             |                                                                             |                                                                             | 30                                                                          |
| 4    | Maciej Oleksowicz                       | 5                                       | 1                                       | 4                                       |                                         |                                                                             |                                                                             |                                                                             |                                                                             |                                                                             |                                                                             |                                                                             |                                                                             |                                                                             |                                                                             |                                                                             |                                                                             |                                                                             |                                                                             |                                                                             |                                                                             |                                                                             | 29                                                                          |
| 5    | Tomasz Kuchar                           | 4                                       | 3                                       | 5                                       |                                         |                                                                             |                                                                             |                                                                             |                                                                             |                                                                             |                                                                             |                                                                             |                                                                             |                                                                             |                                                                             |                                                                             |                                                                             |                                                                             |                                                                             |                                                                             |                                                                             |                                                                             | 24                                                                          |
| 6    | Tomasz Kasperczyk                       | 7                                       | 7                                       | 6                                       |                                         |                                                                             |                                                                             |                                                                             |                                                                             |                                                                             |                                                                             |                                                                             |                                                                             |                                                                             |                                                                             |                                                                             |                                                                             |                                                                             |                                                                             |                                                                             |                                                                             |                                                                             | 13                                                                          |
| 7    | Dominykas Butvilas                      | 6                                       | 13                                      | 7                                       |                                         |                                                                             |                                                                             |                                                                             |                                                                             |                                                                             |                                                                             |                                                                             |                                                                             |                                                                             |                                                                             |                                                                             |                                                                             |                                                                             |                                                                             |                                                                             |                                                                             |                                                                             | 9                                                                           |
| 8    | Grzegorz Dul                            | 8                                       | 10                                      | 8                                       |                                         |                                                                             |                                                                             |                                                                             |                                                                             |                                                                             |                                                                             |                                                                             |                                                                             |                                                                             |                                                                             |                                                                             |                                                                             |                                                                             |                                                                             |                                                                             |                                                                             |                                                                             | 7                                                                           |
| 9    | Tomasz Czopik                           | 10                                      | 8                                       | 10                                      |                                         |                                                                             |                                                                             |                                                                             |                                                                             |                                                                             |                                                                             |                                                                             |                                                                             |                                                                             |                                                                             |                                                                             |                                                                             |                                                                             |                                                                             |                                                                             |                                                                             |                                                                             | 5                                                                           |
| 10   | Maciej Rzeźnik                          | NU                                      | 6                                       | NK                                      |                                         |                                                                             |                                                                             |                                                                             |                                                                             |                                                                             |                                                                             |                                                                             |                                                                             |                                                                             |                                                                             |                                                                             |                                                                             |                                                                             |                                                                             |                                                                             |                                                                             |                                                                             | 5                                                                           |
| 11   | Marcin Gagacki                          | 9                                       | 11                                      | 9                                       |                                         |                                                                             |                                                                             |                                                                             |                                                                             |                                                                             |                                                                             |                                                                             |                                                                             |                                                                             |                                                                             |                                                                             |                                                                             |                                                                             |                                                                             |                                                                             |                                                                             |                                                                             | 4                                                                           |
| 12   | Tomasz Gryc                             | 12                                      | 9                                       | 12                                      |                                         |                                                                             |                                                                             |                                                                             |                                                                             |                                                                             |                                                                             |                                                                             |                                                                             |                                                                             |                                                                             |                                                                             |                                                                             |                                                                             |                                                                             |                                                                             |                                                                             |                                                                             | 2                                                                           |
|      | Klucz punktacji: 15-12-10-8-6-5-4-3-2-1 | Klucz punktacji: 15-12-10-8-6-5-4-3-2-1 | Klucz punktacji: 15-12-10-8-6-5-4-3-2-1 | Klucz punktacji: 15-12-10-8-6-5-4-3-2-1 | Klucz punktacji: 15-12-10-8-6-5-4-3-2-1 | Oznaczenia: NU - nie ukończył, DK - dyskwalifikacja, NK - niesklasyfikowany | Oznaczenia: NU - nie ukończył, DK - dyskwalifikacja, NK - niesklasyfikowany | Oznaczenia: NU - nie ukończył, DK - dyskwalifikacja, NK - niesklasyfikowany | Oznaczenia: NU - nie ukończył, DK - dyskwalifikacja, NK - niesklasyfikowany | Oznaczenia: NU - nie ukończył, DK - dyskwalifikacja, NK - niesklasyfikowany | Oznaczenia: NU - nie ukończył, DK - dyskwalifikacja, NK - niesklasyfikowany | Oznaczenia: NU - nie ukończył, DK - dyskwalifikacja, NK - niesklasyfikowany | Oznaczenia: NU - nie ukończył, DK - dyskwalifikacja, NK - niesklasyfikowany | Oznaczenia: NU - nie ukończył, DK - dyskwalifikacja, NK - niesklasyfikowany | Oznaczenia: NU - nie ukończył, DK - dyskwalifikacja, NK - niesklasyfikowany | Oznaczenia: NU - nie ukończył, DK - dyskwalifikacja, NK - niesklasyfikowany | Oznaczenia: NU - nie ukończył, DK - dyskwalifikacja, NK - niesklasyfikowany | Oznaczenia: NU - nie ukończył, DK - dyskwalifikacja, NK - niesklasyfikowany | Oznaczenia: NU - nie ukończył, DK - dyskwalifikacja, NK - niesklasyfikowany | Oznaczenia: NU - nie ukończył, DK - dyskwalifikacja, NK - niesklasyfikowany | Oznaczenia: NU - nie ukończył, DK - dyskwalifikacja, NK - niesklasyfikowany | Oznaczenia: NU - nie ukończył, DK - dyskwalifikacja, NK - niesklasyfikowany | Oznaczenia: NU - nie ukończył, DK - dyskwalifikacja, NK - niesklasyfikowany |

## Wyniki RPP
Do pierwszej rundy Pucharu Polski zgłosiło się 21 zawodników, którzy rywalizowali na dziewięciu OS-ach, do mety dojechało 18 zawodników.

### Klasyfikacja generalna 1 rundy RPP[9]
| Miejsce                | Kierowca             | Pilot               | Samochód                 | Czas    | Strata  | Grupa Klasa | Punkty |
| ---------------------- | -------------------- | ------------------- | ------------------------ | ------- | ------- | ----------- | ------ |
| Klasyfikacja generalna |                      |                     |                          |         |         |             |        |
| 1                      | Hubert Palider       | Mateusz Fortuna     | Honda Civic Type R       | 51:33.6 | -       | 5RPP        | 15     |
| 2                      | Tomasz Hupało        | Rafał Fiołek        | Citroen C2 R2            | 51:54.8 | +0:21.2 | 6RPP        | 12     |
| 3                      | Radosław Pogan       | Kacper Pietrusiński | Renault Clio             | 51:58.7 | +0:25.1 | 5RPP        | 10     |
| 4                      | Rafał Kręcioch       | Marcin Roik         | Renault Clio             | 52:30.8 | +0:57.2 | N 8RPP      | 8      |
| 5                      | Damian Wawrzyczek    | Marcin Gaś          | Honda Civic VTI          | 52:38.0 | +1:04.4 | 6RPP        | 6      |
| 6                      | Piotr Kalinowski     | Piotr Białowąs      | Renault Clio Sport       | 52:40.7 | +1:07.1 | N 8RPP      | 5      |
| 7                      | Jarosław Klonowski   | Jarosław Hryniuk    | Mitsubishi Lancer EVO IX | 52:51.6 | +1:18.0 | N4/31       | *      |
| 8                      | Dawid Sawko          | Bartosz Sajdak      | Renault Clio             | 52:52.6 | +1:19.0 | N 8RPP      | 4      |
| 9                      | Marcin Kurp          | Piotr Pasztaleniec  | Honda Civic              | 52:52.8 | +1:19.2 | N 9RPP      | 3      |
| 10                     | Paweł Biegun         | Patryk Olejniczak   | Ford Fiesta              | 54:20.5 | +2:46.9 | 6RPP        | 2      |
| 11                     | Sławomir Strychalski | Marcin Hinz         | Opel Astra GSI           | 54:53.3 | +3:19.7 | Astra       | 1      |

1. ↑  Nieliczony w klasyfikacji generalnej

### Klasyfikacja generalna kierowców RPP po 1 rundzie
Punkty przyznawano według klucza:
| Miejsce | 1  | 2  | 3  | 4 | 5 | 6 | 7 | 8 | 9 | 10 |
| Punkty  | 15 | 12 | 10 | 8 | 6 | 5 | 4 | 3 | 2 | 1  |

W przypadku gdyby do danego rajdu zgłosiło się mniej niż 10 załóg, klucz punktacji w takim rajdzie zostałby zmieniony. Do klasyfikacji wliczanych będzie 7 z 9 najlepszych wyników (licząc według zdobyczy punktowych w każdym rajdzie). W klasyfikacji rocznej uwzględnieni będą tylko zawodnicy, którzy zostaną sklasyfikowani w minimum dwóch rundach.
| Poz. | Kierowca                                | Arłamów                                 | Świdnicki                               | Karkonoski                              | Baltic Cup                                                                  | Rzeszowski                                                                  | Wisły                                                                       | Nadwiślański                                                                | Dolnośląski                                                                 | Barbórka                                                                    | Suma punktów                                                                |
| ---- | --------------------------------------- | --------------------------------------- | --------------------------------------- | --------------------------------------- | --------------------------------------------------------------------------- | --------------------------------------------------------------------------- | --------------------------------------------------------------------------- | --------------------------------------------------------------------------- | --------------------------------------------------------------------------- | --------------------------------------------------------------------------- | --------------------------------------------------------------------------- |
| 1    | Hubert Palider                          | 1                                       |                                         |                                         |                                                                             |                                                                             |                                                                             |                                                                             |                                                                             |                                                                             | 15                                                                          |
| 2    | Tomasz Hupało                           | 2                                       |                                         |                                         |                                                                             |                                                                             |                                                                             |                                                                             |                                                                             |                                                                             | 12                                                                          |
| 3    | Radosław Pogan                          | 3                                       |                                         |                                         |                                                                             |                                                                             |                                                                             |                                                                             |                                                                             |                                                                             | 10                                                                          |
| 4    | Rafał Kręcioch                          | 4                                       |                                         |                                         |                                                                             |                                                                             |                                                                             |                                                                             |                                                                             |                                                                             | 8                                                                           |
| 5    | Damian Wawrzyczek                       | 5                                       |                                         |                                         |                                                                             |                                                                             |                                                                             |                                                                             |                                                                             |                                                                             | 6                                                                           |
| 6    | Piotr Kalinowski                        | 6                                       |                                         |                                         |                                                                             |                                                                             |                                                                             |                                                                             |                                                                             |                                                                             | 5                                                                           |
| 7    | Dawid Sawko                             | 7                                       |                                         |                                         |                                                                             |                                                                             |                                                                             |                                                                             |                                                                             |                                                                             | 4                                                                           |
| 8    | Marcin Kurp                             | 8                                       |                                         |                                         |                                                                             |                                                                             |                                                                             |                                                                             |                                                                             |                                                                             | 3                                                                           |
| 9    | Paweł Biegun                            | 9                                       |                                         |                                         |                                                                             |                                                                             |                                                                             |                                                                             |                                                                             |                                                                             | 2                                                                           |
| 10   | Sławomir Strychalski                    | 10                                      |                                         |                                         |                                                                             |                                                                             |                                                                             |                                                                             |                                                                             |                                                                             | 1                                                                           |
|      | Klucz punktacji: 15-12-10-8-6-5-4-3-2-1 | Klucz punktacji: 15-12-10-8-6-5-4-3-2-1 | Klucz punktacji: 15-12-10-8-6-5-4-3-2-1 | Klucz punktacji: 15-12-10-8-6-5-4-3-2-1 | Oznaczenia: NU - nie ukończył, DK - dyskwalifikacja, NK - niesklasyfikowany | Oznaczenia: NU - nie ukończył, DK - dyskwalifikacja, NK - niesklasyfikowany | Oznaczenia: NU - nie ukończył, DK - dyskwalifikacja, NK - niesklasyfikowany | Oznaczenia: NU - nie ukończył, DK - dyskwalifikacja, NK - niesklasyfikowany | Oznaczenia: NU - nie ukończył, DK - dyskwalifikacja, NK - niesklasyfikowany | Oznaczenia: NU - nie ukończył, DK - dyskwalifikacja, NK - niesklasyfikowany | Oznaczenia: NU - nie ukończył, DK - dyskwalifikacja, NK - niesklasyfikowany |